# Holstein-Pinneberg
El condado de Holstein-Pinneberg fue un pequeño territorio que existió desde 1290 hasta 1640, centrado alrededor de Pinneberg en la actual Schleswig-Holstein, Alemania.

## Historia
Holstein Pinneberg fue uno de los territorios con particiones del Condado de Holstein-Itzehoe (los otros son Holstein-Rendsburg y Holstein-Plön) tras la muerte de Gerhard I. Esto dio como resultado la línea Pinneberg de los condes de Schauenburg y Holstein, que fueron llamados Holstein-Pinneberg o Holstein-Schauenburg . Los Schauenburgs (más tarde, en el Weser, llamados los Schaumburgs) gobernaron sobre el condado de Schaumburg (que se convirtió en un principado en 1620) y sobre Holstein-Pinneberg.
En 1375, el príncipe-arzobispo Alberto II de Bremen hipotecó el pantano de Haseldorfer a Adolfo VII . El príncipe arzobispo de Bremen luego no pudo canjear la hipoteca, y el Haseldorfer Marsh ha sido parte de Holstein desde entonces. Mientras que en 1537 Christian III de Dinamarca introdujo la Reforma en sus cuatro reinos, Dinamarca, Ducado de Holstein, Noruega y Schleswig, Holstein-Pinneberg permaneció católico hasta 1559. Después de que los Schaumburgs se extinguieron en 1640 (las otras líneas en Holstein ya se habían extinguido en 1459), el Condado de Schaumburg se dividió y el Condado de Holstein-Pinneberg fue absorbido en lo que ahora era el Ducado de Holstein (anteriormente el condado de Holstein-Rendsburg ). En 1650, el condado de Rantzau fue creado a partir del tercio norte del territorio.

## Condes de Holstein-Pinneberg
- 1106-1130 Adolfo I
- 1130-1164 Adolfo II
- 1164-1225 Adolfo III
- 1225-1238 Adolfo IV
- 1238-1290 Gerardo I
- 1290-1315 Adolfo VI
- 1315-1354 Adolfo VII
- 1354-1370 Adolfo VIII
- 1370-1404 Otón I
- 1404-1426 Adolfo IX
- 1426-1464 Otón II (1400-1464)
- 1464-1474 Adolfo X (1419-1474)
- 1474-1492 Erico (1420-1492)
- 1492-1510 Otón III (1426-1510)
- 1510–1526 Antonio (1439-1526)
- 1526-1527 Juan IV (1449-1527)
- 1527-1531 Jobst I (1483-1531)
- 1531-1560 Juan V (conjuntamente con su hermano Otón IV a partir de 1544)
  - 1531-1581 Jobst II (ca. 1520-1581) gobernó el Señorío (Herrschaft) de Gemen.
- 1544-1576 Otón IV (1517-1576), príncipe-obispo de Hildesheim en 1531-1537 como Otón III, convertido a las enseñanzas de Martín Lutero e inició la Reforma en 1559, conjuntamente con su hermano Juan V hasta 1560.
- 1576-1601 Adolfo XI (1547-1601)
- 1601-1622 Ernesto (1569-1622)
- 1622-1635 Jobst Herman (1593-1635)
- 1635-1640 Otón V (1614-1640)

- Datos: Q883469